# Grandview Heights (Ohio)
Grandview Heights (Nouvelle-Zélande)
Grandview Heights est une ville américaine située dans le comté de Franklin, dans l'Ohio. Selon le recensement de 2020, sa population est de 8 085 habitants.